# 이지 (드라마)
《이지》(영어: Easy)는 2016년 9월부터 2019년 5월까지 넷플릭스에서 방영된 미국 코미디 드라마이다.

## 출연진

### 주연
- 제인 애덤스 - 애너벨 존스
- 자지 비츠 - 노엘
- 마이클 처너스 - 카일
- 키어지 클레먼스 - 체이스
- 아야 캐시 - 셰리
- 메건 퍼거슨 - 서맨사
- 데이브 프랭코 - 제프
- 스티븐 조지 - 스티븐
- 에번 조니카이트 - 맷
- 대니엘 맥도널드 - 그레이스
- 마크 마론 - 제이컵 맬코
- 케이트 미쿠치 - 애니
- 엘리자베스 리저 - 앤디
- 재클린 토보니 - 조
- 재즈 싱클레어 - 앰버
- 마즈 팀스 - 밴 하워드
- 제이크 존슨 - 앤드루
- 구구 음바타로 - 소피
- 케이트 벌랜트 - 로런

### 조연
- 수잰 아덴트 - 페니
- 말린 오케르만 - 루시
- 앤드루 배철러 - 앤드루
- 올랜도 블룸 - 톰
- 해니벌 버리스 - 제이슨
- 라울 카스티요 - 버니
- 에이슬린 데르베스 - 가비
- 노아 홉킨스 - 러스
- 마우리시오 오크만 - 마틴
- 에밀리 라타이코프스키 - 앨리슨 리조스카
- 리베카 스펜스 - 셰릴
- 루카스 폰 캄펜 - 앨런
- 제이크 웨버 - 월리
- 아서 에이지 - 본인
- 오브리 플라자 - 린지
- 로런스 마이클 러빈 - 해리슨
- 조 로 트루히요 - 마이크
- 미케일라 왓킨스 - 캐런 트레스카
- 주디 그리어 - 그레천
- 대니 마스터슨 - 애니의 남자친구
- 칼리 시오티노 - 샐리
- 제니퍼 김 - 애니
- 린지 버지 - 에이미
- 오디나카 에제오콜리 - 본인
- 알렉스 로스 페리 - 미스터 포프
- 파커 소여스 - 제이슨
- 케이트 린 실 - 애니네 룸메
- 티머시 사이먼스 - 크리스 휘트먼
- 크레이크 부타 - 프랭크 브루노
- 소피아 부시 - 알렉산드리아
- 존 갤러거 주니어 - 루커스
- 멜러니 린스키 - 베스
- 캘리 스크랩 - 스크랩
- 크리스 스완버그 - 크리스
- 니키 익사이트먼트 - 휴
- 클리프 체임벌린 - 라이언